# پاسکواله مایورینو
پاسکواله مایورینو (انگلیسی: Pasquale Maiorino؛ زادهٔ ۲۱ ژوئن ۱۹۸۹) بازیکن فوتبال اهل ایتالیا است.
از باشگاه‌هایی که در آن بازی کرده‌است می‌توان به باشگاه فوتبال سورنتو کالچو، باشگاه فوتبال مودنا، باشگاه فوتبال کرمونزه، باشگاه فوتبال لشو دو فوند، و باشگاه فوتبال ویچنزا اشاره کرد.